# Mary Beth Hughes
Mary Beth Hughes, född 13 november 1919 i Alton, Illinois, död 27 augusti 1995 i Los Angeles, Kalifornien, var en amerikansk skådespelare. Hughes medverkade som huvudrollsinnehavare i många B-filmer under framförallt 1940-talet. Hon gjorde även roller i filmer med högre budget, men då i regel biroller.

## Filmografi
- 1939 – Dansande flammor
- 1939 – Kvinnorna
- 1939 – Farlig skönhet
- 1940 – Lilla lögnerskan
- 1941 – Morden på Hotel du Nord
- 1942 – Orkesterfruar
- 1943 – Möte vid Ox-oket
- 1945 – The Great Flamarion
- 1950 – Ung man med trumpet